# Patrimonialgericht Eppertshausen
Das Patrimonialgericht Eppertshausen war ein Patrimonialgericht, zuletzt im Besitz der Grafen von Lerchenfeld-Köfering. Es umfasste ausschließlich das Dorf Eppertshausen bei Dieburg im heutigen Land Hessen.

## Geschichte
1438 und nach einer Verpfändung 1546 erneut befanden sich das Dorf und damit das Patrimonialgericht im Besitz der Herren von Groschlag. 1799 verstarb mit Friedrich Carl Willibald Freiherr von Groschlag das letzte männliche Mitglied der Familie, Dorf und Patrimonialgericht erbten seine Tochter, Anna Maria, verheiratete Gräfin von Lerchenfeld-Köfering (1775–1854).
Mit der Rheinbundakte von 1806 fiel die staatliche Hoheit über Eppertshausen dem Fürstentum Isenburg zu. Hier lief das winzige Territorium auch unter der Bezeichnung „Grafschaft Lerchenfeld“. Auf dem Wiener Kongress (1815) wurde das Fürstentum Isenburg dann mediatisiert, verlor damit selbst seine Souveränität und wurde letztendlich zwischen dem Großherzogtum Hessen (Hessen-Darmstadt) und dem Kurfürstentum Hessen (Hessen-Kassel) geteilt. Eppertshausen fiel dadurch an das Großherzogtum Hessen. Dieses gliederte das Dorf seiner Provinz Starkenburg ein. Bei all diesen Transaktionen blieben die angestammten Rechte der Gräfin Lerchenfeld als Herrin des Patrimonialgerichts gewahrt.
Diese Rechte überstanden auch noch die Verwaltungsreform von 1821 im Großherzogtum Hessen, als dort nun auch auf unterer Ebene die Trennung der Rechtsprechung von der Verwaltung vollzogen wurde und dabei für die bisher durch die Ämter wahrgenommenen Verwaltungsaufgaben Landratsbezirke entstanden und für die erstinstanzliche Rechtsprechung Landgerichte gebildet wurden. Wegen der querliegenden Rechte der Gräfin Lerchenfeld wurde Eppertshausen 1821 hinsichtlich seiner Verwaltung zwar dem Landratsbezirk Langen zugeordnet, allerdings noch „mit Vorbehalt der patrimonialgerichtsherrlichen Polizeigewalt“. Die Rechte und Pflichten, die Öffentliche Sicherheit und Ordnung aufrechtzuerhalten und die erstinstanzliche Rechtsprechung sicherzustellen, blieb nach wie vor Aufgabe der Inhaberin der Patrimonialgerichtsbarkeit. Erst 1825 einigten sich der Staat und Gräfin Lerchenfeld darauf, dass sie ihre Rechte dem Staat abtrat. Dieser löste das Patrimonialgericht auf und ordnete Eppertshausen nun hinsichtlich der Verwaltung nun endgültig dem Landratsbezirk Langen, hinsichtlich der Rechtsprechung dem Landgericht Langen zu.